# Понил
По́нил — река в Ивдельском городском округе Свердловской области России. Исток реки находится в лесной местности, приблизительно в 8 километрах восточнее Кендырского болота. В верховьях река Понил течёт преимущественно на юг, затем поворачивает на запад. Русло чрезвычайно извилистое. В нижнем течении реки много стариц и озёр, местность заболоченная. Устье реки Понил находится в 214 км по левому берегу реки Лозьвы.
Площадь водосборного бассейна — 1130 км². Длина реки составляет 144 километра, по другим данным 130 км. Высота устья — 64 м над уровнем моря.

## Притоки
Понил имеет несколько притоков, из которых наиболее крупные (указано расстояние в километрах от устья):
- 70 км: Малый Понил (пр)
- 130 км: Минтус (лв)

## Данные водного реестра
По данным государственного водного реестра России, Понил относится к Иртышскому бассейновому округу, водохозяйственный участок реки — Тавда от истока и до устья, без реки Сосьвы от истока до водомерного поста у деревни Морозково, речной подбассейн Тобола, речной бассейн Иртыша.